# Старопокровка (Яйский район)
Старопокровка — упразднённая деревня в Яйском районе Кемеровской области России. Входила на год упразднения в состав Вознесенского сельсовета. Упразднена в 1988 году.

## География
Деревня находилась в северной части области, к северу от реки Китат (приток реки Яя), на расстоянии примерно 37 километров (по прямой) к западу-северо-западу (WNW) от районного центра посёлка городского типа Яя.

## История
Деревня основана в 1908 году. По данным 1926 года деревня Покровка состояла из 39 хозяйств. Функционировала школа I ступени. В административном отношении деревня являлась центром Покровского сельсовета Судженского района Томского округа Сибирского края.
С 1962 года в составе Вознесенского сельсовета. Решением ОИК№ 150 от 3 мая 1988 года деревня исключена из учётных данных.

## Население
| 1970 | 1979 |
| ---- | ---- |
| 216  | ↘43  |

### Национальный состав
По данным переписи 1926 года в деревне проживало 178 человек (86 мужчин и 92 женщины), основном — русские.